# 111P/Хелин — Романа — Крокетта
Комета Хелин — Романа — Крокетта (111P/Helin-Roman-Crockett) — короткопериодическая комета типа Энке, которая была открыта 5 января 1989 года американским астрономом Элеанор Хелин на фотопластинке, полученной её коллегами Роном Хелином, Брайаном Романом и Ренди Крокеттом с помощью 0,46-метрового телескопа Шмидта в Паломарской обсерватории в ночь со 2 на 3 января. На момент открытия она имела яркость 15,5 m видимой звёздной величины и была описана как «сконденсированная, с комой и небольшим хвостом на северо-западе». Орбита кометы имеет необычную круглую форму, что зачастую приводит к крайне тесным сближениям с Юпитером. Комета обладает довольно коротким периодом обращения вокруг Солнца — чуть более 8,48 года.

Орбита кометы Хелин — Романа — Крокетта и её положение в Солнечной системе

## История наблюдений
Первая эллиптическая орбита была рассчитана британским астрономом Брайаном Марсденом. К концу марта, после всех уточнений, было установлено, что комета должна была пройти перигелий 9 сентября 1988 года на расстоянии 3,472 а. е. и иметь период обращения длительностью 8,12 года. В целом наблюдения продолжались всего четыре месяца и закончились 8 мая 1989 года. Зато повторно комета была восстановлена задолго до возвращения, — 25 июня 1993 года и оставалась под наблюдением ещё несколько лет после прохождения перигелия, вплоть до 28 февраля 1998 года.
Комета принадлежит к семейству Энке, а значит обладает практически круговой орбитой, которая к тому же сильно удалена от Солнца. Это делает её весьма труднодоступным объектом для наблюдений, — её яркость редко когда превышает 20,0 m. Тем не менее, в 1989 году неожиданная вспышка яркости кратковременно увеличила магнитуду кометы до 14,9 m. Когда комета в первый раз с момента открытия вернулась в точку перигелия 31 октября 1996 года её максимальная яркость составила всего 19,0 m.
Комета принадлежит к группе, так называемых, квазихильдовых комет и находится в сильнейшем орбитальном резонансе 3:2 с планетой Юпитер, что приводит к частым, а главное чрезвычайно тесным сближениям с этой планетой. Предполагается, что комета 111P/Хелин-Роман-Крокетт совершит шесть оборотов вокруг Юпитера между 2068 и 2086 годами. Подобные орбиты очень неустойчивы и в скором времени одно из таких сближений либо выбросит комету с её текущей орбиты, либо приведёт к столкновению с планетой, как это уже произошло с кометой Шумейкеров — Леви 9.

## Сближение с планетами
На протяжении XX века таких сближений произошло 6 и ещё столько же ожидается в XXI веке.
- 0,537	а. е. от Юпитера 15 августа 1941 года;
- 0,057	а. е. от Юпитера 13 октября 1969 года;
- 0,012	а. е. от Юпитера 11 апреля 1976 года;
- 0,211	а. е. от Юпитера 18 июля 1979 года;
- 0,201	а. е. от Юпитера 17 ноября 1980 года;
- 0,063	а. е. от Юпитера 10 августа 1983 года;
- 0,036	а. е. от Юпитера 29 апреля 2071 года;
- 0,039	а. е. от Юпитера 10 марта 2073 года;
- 0,068	а. е. от Юпитера 5 декабря 2075 года;
- 0,076	а. е. от Юпитера 4 апреля 2078 года;
- 0,058	а. е. от Юпитера 1 мая 2080 года;
- 0,253	а. е. от Юпитера 27 января 2084 года.